# Пауэлл, Брэндон
Брэндон Пауэлл (англ. Brandon Powell; 12 сентября 1995, Дирфилд-Бич, Флорида) — профессиональный футболист, выступающий на позиции уайд ресивера в клубе НФЛ «Лос-Анджелес Рэмс». Победитель Супербоула LVI. 
На студенческом уровне играл за команду Флоридского университета. На драфте НФЛ в 2018 году выбран не был, в лигу пришёл в статусе свободного агента.

## Биография

### Любительская карьера
Брэндон Пауэлл родился в городе Дирфилд-Бич во Флориде, там же окончил школу. В составе школьной команды он играл на позиции раннинбека, а также выходил на поле в составе спецкоманд. В 2013 году он был признан лучшим игроком года в округе Брауард. В выпускной год Пауэлл набрал на выносе 1339 ярдов и занёс 20 тачдаунов.
В 2014 году он поступил в университет Флориды. За студенческую команду Пауэлл начал выступать с первого курса, приняв участие в одиннадцати играх. Он выходил на поле на позициях раннинбека и ресивера. Первый в карьере тачдаун на приёме он сделал в победной игре в Бирмингем Боуле против команды университета Восточной Каролины. По итогам первого года обучения Пауэлл также был отмечен за свои успехи в учёбе.
На втором курсе Пауэлл стал игроком стартового состава команды, сыграв во всех четырнадцати матчах «Гейторс». Также он был основным возвращающим команды при начальных ударах. В 2016 году он принял участие в тринадцати играх, а его команда дошла до финала турнира Юго-Восточной конференции. «Гейторс» проиграли «Алабаме», Паэулл в этой игре принял девять пасов, установив личный рекорд. В последний год обучения он стал лидером команды по числу приёмов — 42 принятых паса на 406 ярдов.

#### Статистика выступлений в NCAA
| Сезон | Команда         | Игры | Приём | Приём | Приём | Приём | Вынос | Вынос | Вынос | Вынос |
| Сезон | Команда         | Игры | Rec   | Yds   | Y/A   | TD    | Att   | Yds   | Y/A   | TD    |
| ----- | --------------- | ---- | ----- | ----- | ----- | ----- | ----- | ----- | ----- | ----- |
| 2014  | Флорида Гейторс | 11   | 15    | 147   | 9,8   | 1     | 16    | 70    | 4,4   | 1     |
| 2015  | Флорида Гейторс | 14   | 29    | 390   | 13,4  | 3     | 14    | 31    | 2,2   | 0     |
| 2016  | Флорида Гейторс | 13   | 45    | 387   | 8,6   | 2     | 7     | 6     | 0,9   | 0     |
| 2017  | Флорида Гейторс | 11   | 42    | 406   | 9,7   | 3     | 4     | 15    | 3,8   | 1     |
| Всего | Всего           | 49   | 131   | 1330  | 10,2  | 9     | 41    | 122   | 3,0   | 2     |

### Профессиональная карьера
Перед драфтом НФЛ 2018 года Пауэлл рассматривался как универсальный игрок, способный играть на приёме и возврате. Причиной не самой высокой эффективности игрока в составе «Флориды» называлась слабая игра квотербеков команды. Главным его недостатком были габариты, из-за которых тренеры клубов лиги могли сомневаться в его перспективах. Пауэллу прогнозировали выбор в поздних раундах драфта либо статус незадрафтованного свободного агента.
Пауэлл не был задрафтован и как свободный агент подписал контракт с «Детройт Лайонс». В октябре клуб обменял одного из своих основных принимающих Голдена Тейта в «Филадельфию» и он стал одним из претендентов на увеличение количества игрового времени. Тем не менее, на протяжении почти всего сезона его мало задействовали в роли ресивера. Шанс проявить себя Пауэлл получил на семнадцатой игровой неделе в матче с «Грин-Бей Пэкерс». В этой игре он набрал 103 ярда на приёме, продемонстрировав свой потенциал. Обозреватель ESPN Майкл Ротстейн назвал Пауэлла одним из претендентов на позицию слот-ресивера «Лайонс» в сезоне 2019 года. Всего в дебютном сезоне он набрал 129 ярдов в шести матчах. Перед стартом чемпионата 2019 года Пауэлл был выставлен на драфт отказов и перешёл в «Атланту». Первую часть сезона он провёл в тренировочном составе, в основной его перевели 5 ноября. На поле в официальных играх он не выходил.
В сезоне 2020 года Пауэлл сыграл за «Фэлконс» в пятнадцати матчах. В основном он выполнял обязанности возвращающего игрока, набрав 495 ярдов. В пасовом нападении команды он провёл на поле 181 розыгрыш, набрав на приёме 69 ярдов с двумя тачдаунами. После окончания сезона Пауэлл получил статус свободного агента и в марте 2021 года подписал однолетний контракт с «Баффало Биллс». Клуб отчислил его до старта чемпионата. Некоторое время он провёл в тренировочном составе «Майами Долфинс», а 4 ноября перешёл в «Лос-Анджелес Рэмс». В новой команде Пауэлл занял позицию основного специалиста по возвратам. В матче против «Миннесоты» он сделал два возврата начальных ударов на 75 ярдов, в том числе занёс 61-ярдовый тачдаун, и был признан лучшим игроком недели в специальных командах в НФК. В играх плей-офф, завершившегося победой «Рэмс» в Супербоуле, Пауэлл набрал 104 ярда на возвратах пантов и 88 ярдов после начальных ударов. В марте 2022 года он подписал с клубом новый годичный контракт.

#### Статистика выступлений в НФЛ

##### Регулярный чемпионат
| Сезон | Команда           | Игры | Приём | Приём | Приём | Приём | Вынос | Вынос | Вынос | Вынос |
| Сезон | Команда           | Игры | Rec   | Yds   | Y/A   | TD    | Att   | Yds   | Y/A   | TD    |
| ----- | ----------------- | ---- | ----- | ----- | ----- | ----- | ----- | ----- | ----- | ----- |
| 2018  | Детройт Лайонс    | 6    | 11    | 129   | 11,7  | 0     | 1     | 4     | 4,0   | 0     |
| 2019  | Атланта Фэлконс   | —    | —     | —     | —     | —     | —     | —     | —     | —     |
| 2020  | Атланта Фэлконс   | 15   | 12    | 69    | 5,8   | 2     | 2     | 7     | 3,5   | 0     |
| 2021  | Лос-Анджелес Рэмс | 6    | 0     | 0     | 0,0   | 0     | 0     | 0     | 0,0   | 0     |
| Всего | Всего             | 27   | 23    | 198   | 8,6   | 2     | 3     | 11    | 3,7   | 0     |

##### Плей-офф
| Сезон | Команда           | Игры | Приём | Приём | Приём | Приём | Вынос | Вынос | Вынос | Вынос |
| Сезон | Команда           | Игры | Rec   | Yds   | Y/A   | TD    | Att   | Yds   | Y/A   | TD    |
| ----- | ----------------- | ---- | ----- | ----- | ----- | ----- | ----- | ----- | ----- | ----- |
| 2021  | Лос-Анджелес Рэмс | 4    | 0     | 0     | 0,0   | 0     | 0     | 0     | 0,0   | 0     |
| Всего | Всего             | 4    | 0     | 0     | 0,0   | 0     | 0     | 0     | 0,0   | 0     |